# شرطة كيستون
شرطة كيستون أو كيستون كوبس هي مجموعة من الأفلام الكوميدية الصامتة من إنتاج شركة كيستون ورئيسها ماك سينيت.
أبطال هذه الأفلام هم فرقة من الشرطة تتميز بالغفلة وعدم الكفاءة، ودائما يقعون في مواقف صعبة بالذات عندما يندفعون في مطاردة حامية مع أحد المجرمين.